# Xavier Valls
Xavier Valls i Subirà (Barcellona, 18 settembre 1923 – Barcellona, 16 settembre 2006) è stato un pittore spagnolo.

## Biografia
Perfezionò la tecnica pittorica grazie alle lezioni private dell'artista svizzero Charles Collet, amico di famiglia. Nel 1949 si trasferì a Parigi, dove conobbe gli ambienti degli artisti spagnoli fuoriusciti Tristan Tzara, Fernand Léger, Antoni Clavée e partecipò alle mostre del Salon de la Jeune Peinture con Bernard Buffet, Maurice Boitel, Michel-Henry, Louis Vuillermoz ed altri famosi pittori e conobbe lo scultore e pittore svizzero Alberto Giacometti. Dopo un primo interessamento al cubismo, evolse verso la l'arte astratta e quindi verso l'arte figurativa, dove è stato paragonato a Francisco de Zurbarán per l'accuratezza e la semplicità del suo tratto e l'eccellenza delle sue nature morte.
Le sue opere sono esposte in diversi musei in Spagna e in Francia soprattutto, come il Museo nacional centro de arte Reina Sofía e la Galería Juan Gris a Madrid, il Museo de Arte Contemporáneo de Lanzarote e il Fonds National d'Art Contemporain di Parigi.
Tra i suoi riconoscimenti vi sono la Medaglia d'Oro al merito delle Belle Arti, ottenuta nel 1993, Premio Nacional de Artes Plásticas della Generalitat de Catalunya e Commendatore delle Arti e delle Lettere in Francia.

Era padre del primo ministro francese Manuel Valls (n. 1962) e cognato dell'architetto svizzero Aurelio Galfetti (n. 1936). Inoltre il padrino di suo figlio Manuel era stato lo scrittore italiano Carlo Coccioli (1920-2003).